# Назар-Махале
Назар-Махале (перс. نظرمحله) — село в Ірані, у дегестані Челеванд, у бахші Лавандевіл, шагрестані Астара остану Ґілян. За даними перепису 2006 року, його населення становило 26 осіб, що проживали у складі 5 сімей.

## Клімат
Середня річна температура становить 13,15 °C, середня максимальна – 27,17 °C, а середня мінімальна – -0,86 °C. Середня річна кількість опадів – 816 мм.
| Клімат поселення                              | Клімат поселення | Клімат поселення | Клімат поселення | Клімат поселення | Клімат поселення | Клімат поселення | Клімат поселення | Клімат поселення | Клімат поселення | Клімат поселення | Клімат поселення | Клімат поселення | Клімат поселення |
| Показник                                      | Січ.             | Лют.             | Бер.             | Квіт.            | Трав.            | Черв.            | Лип.             | Серп.            | Вер.             | Жовт.            | Лист.            | Груд.            |                  |
| Середній максимум, °C                         | 10,25            | 9,76             | 11,62            | 15,85            | 20,36            | 24,98            | 27,17            | 26,76            | 22,18            | 19,27            | 14,37            | 10,70            |                  |
| Середня температура, °C                       | 4,94             | 4,45             | 6,30             | 10,53            | 15,04            | 19,67            | 23,24            | 22,83            | 18,24            | 15,32            | 10,45            | 6,77             |                  |
| Середній мінімум, °C                          | −0,36            | −0,86            | 1,00             | 5,22             | 9,74             | 14,37            | 19,30            | 18,90            | 14,30            | 11,40            | 6,51             | 2,84             |                  |
| Норма опадів, мм                              | 66               | 63               | 72               | 56               | 48               | 30               | 14               | 38               | 99               | 148              | 103              | 79               |                  |
| Середньомісячна швидкість вітру, м/с          | 2.36             | 2.51             | 2.48             | 2.47             | 2.33             | 2.48             | 2.69             | 2.45             | 2.11             | 2.04             | 2.06             | 2.10             |                  |
| Середньомісячна сонячна радіація, кДж/м²·день | 6824             | 9218             | 11289            | 15725            | 19767            | 22497            | 23536            | 19885            | 15910            | 10852            | 8245             | 6417             |                  |
| --------------------------------------------- | ---------------- | ---------------- | ---------------- | ---------------- | ---------------- | ---------------- | ---------------- | ---------------- | ---------------- | ---------------- | ---------------- | ---------------- | ---------------- |
| Джерело:                                      |                  |                  |                  |                  |                  |                  |                  |                  |                  |                  |                  |                  |                  |